# Chamaecrista

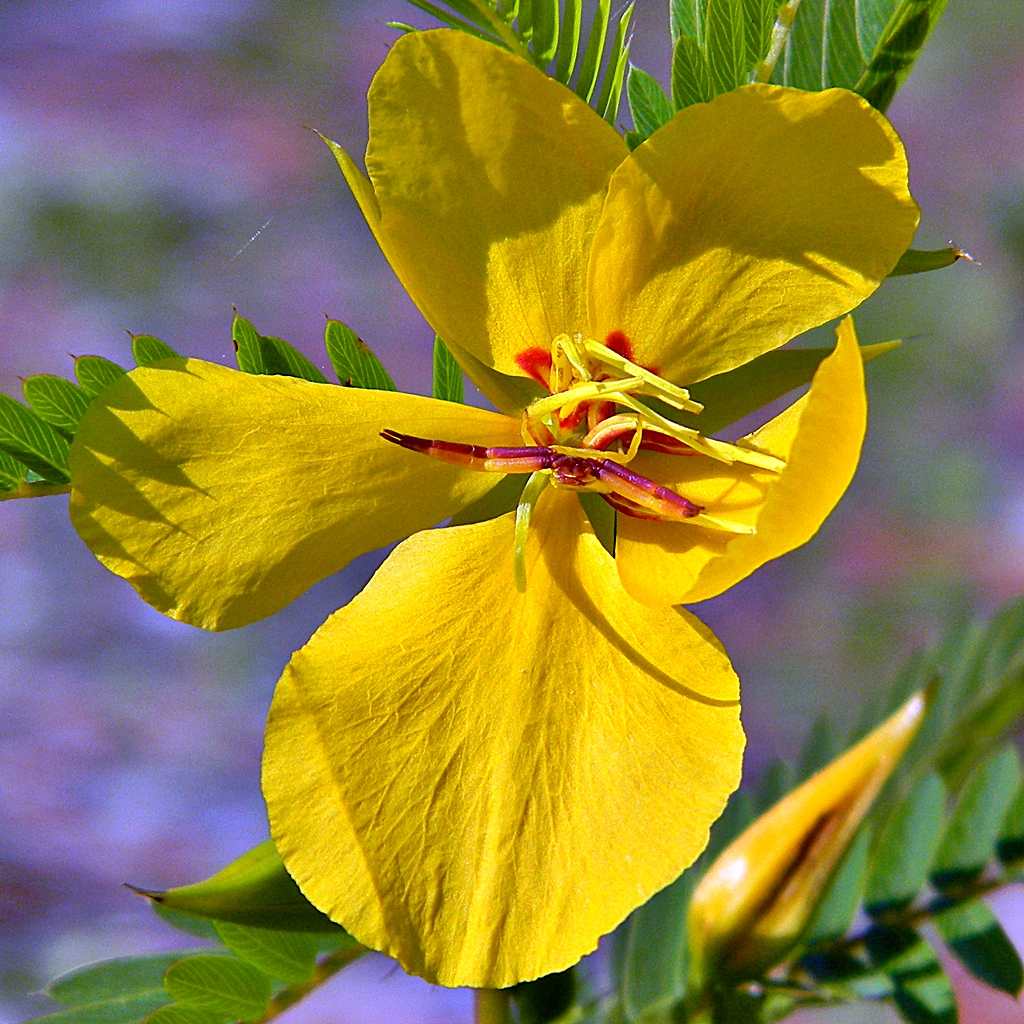
Detail květu Chamaecrista fasciculata

Chamaecrista je rod tropických rostlin z čeledi bobovité. Jsou to nejčastěji keře nebo byliny se zpeřenými listy a nápadnými žlutými květy. Vyskytují se v počtu asi 270 druhů v tropech a subtropech celého světa. Některé druhy mají význam v medicíně.

## Popis
Zástupci rodu  Chamaecrista jsou nejčastěji keře nebo byliny, řidčeji pomenší stromy a výjimečně i statné stromy do 30 metrů výšky. Některé bylinné druhy jsou monokarpické, tj. po vykvetení a dozrání semen odumírají. Rostliny mohou být lysé nebo s oděním z jednoduchých, větvených nebo žláznatých chlupů a nemají trny. Listy jsou střídavé, spirálně nebo řidčeji dvouřadě uspořádané, sudozpeřené, složené z 1 až mnoha jařem vstřícných lístků. Nektária na listech buď chybějí nebo jsou umístěna na spodní straně řapíku nebo i řapíčků. Květenství je hroznovité, nejčastěji hrozen, řidčeji lata, někdy redukované jen na jediný květ. U některých druhů vyrůstají květenství ze starších větví (kauliflorie). Květy jsou podepřeny jedním listenem a dvěma listenci a nemají češuli. Kalich je složen z 5 často nestejných lístků. Koruna je žlutá nebo řidčeji červená, složená z 5 korunních lístků. Jeden z korunních lístků bývá delší nebo je nepravidelně zakřivený. Tyčinek je 5 až 10, řidčeji méně, s rovnými nitkami. Prašníky jsou delší než nitky tyčinek a pukají terminální štěrbinou nebo pórem. Čnělka je krátká nebo dlouhá, vybíhající pod určitým úhlem mimo osu květu. Lusky jsou tenké, kožovité až dřevnaté, zploštělé. Plody jsou pukavé, přičemž se obě pružné chlopně charakteristicky svinují.

## Rozšíření
Rod  Chamaecrista zahrnuje asi 270 druhů a je rozšířen v tropech a subtropech celého světa. Nejvíce druhů (asi 240) se vyskytuje v tropické Americe, asi 30 v tropické Asii.

## Taxonomie
Rod Chamaecrista byl v minulosti součástí široce pojatého sběrného rodu Cassia a tvořil jeho podstatnou část. Po revizi zůstalo v rodu Cassia pouze 30 druhů a ostatní byly přesunuty do blízce příbuzných rodů sena (Senna) a Chamaecrista.
Oproti rodu Cassia jsou rostliny rodu Chamaecrista spíše byliny a keře. Nitky tyčinek jsou přímé a nejsou esovitě prohnuté. Plody pukají charakteristickým způsobem, pružné chlopně se po puknutí svinují, zatímco u rodu sena se chlopně plodů (pokud jsou pukavé) nesvinují a Cassia má nepukavé plody. 

## Význam
Kořeny Chamaecrista mimosoides jsou využívány při léčbě úplavice. Tento druh je také používán ke zlepšování půdy, neboť je velmi odolný vůči suchu a snáší neúrodné půdy. Pochází z tropické Ameriky a dnes je rozšířen v tropech celého světa.
Druh Chamaecrista absus má využití v tradiční indické medicíně.